# Kodak
A Eastman Kodak Company (referida simplesmente como Kodak) é uma companhia americana que produz vários produtos relacionados com a sua base histórica no analógico fotografia. A empresa está sediada em Rochester, Nova Iorque. A Kodak fornece embalagens, impressão funcional, comunicações gráficas e serviços profissionais para empresas em todo o mundo. Seus principais segmentos de negócios são Sistemas de Impressão, Impressão Micro 3D e Embalagem, Software e Soluções e Consumidor e Filme. É mais conhecido por produtos de filmes fotográficos.

## Histórico
A Kodak foi fundada por George Eastman e Henry A. Strong em 4 de setembro de 1888. Durante a maioria do século XX a Kodak manteve uma posição dominante no cinema fotográfico. A onipresença da empresa era tal que o seu slogan "momento Kodak" entrou no léxico comum para descrever um evento pessoal que merecia ser registrado para a posteridade. Kodak começou a ter dificuldades financeiras no final da década de 1990, como resultado do declínio nas vendas de filmes fotográficos e sua lentidão na mudança para a fotografia digital, apesar de desenvolver a primeira câmera digital independente. Como parte de uma estratégia de recuperação, a Kodak começou a se concentrar em fotografia digital e impressão digital, e tentou gerar receitas por meio de litígios de patentes agressivos.
Em janeiro de 2012 a Kodak entrou com um pedido de proteção contra falência, no Tribunal de Falências dos Estados Unidos. Pouco tempo depois, a Kodak anunciou que iria parar de fazer câmeras digitais, câmeras de vídeo de bolso e porta-retratos digitais e se concentrar no mercado corporativo de imagem digital. As câmeras digitais ainda são vendidas sob a marca Kodak pela JK Imaging Ltd. sob um contrato com a Kodak. Em agosto de 2012, a Kodak anunciou sua intenção de vender suas operações de filmes fotográficos, scanners comerciais e operações de quiosque, como uma medida para emergir da falência, mas não suas operações de filmes cinematográficos. Em janeiro de 2013, o Tribunal aprovou o financiamento para a Kodak sair da falência em meados de 2013. Kodak vendeu muitas de suas patentes por aproximadamente US$ 525 000 000 para um grupo de empresas (incluindo Apple, Google, Facebook, Amazon, Microsoft, Samsung, Adobe Systems e HTC) com os nomes Intellectual Ventures e RPX Corporation. Em 3 de setembro de 2013, a empresa saiu da falência após se desfazer de seu grande passivo legado e sair de vários negócios. Imagens personalizadas e imagens de documentos agora fazem parte da Kodak Alaris, uma empresa separada de propriedade da Kodak Pension Plan, com sede no Reino Unido.
Em resposta à pandemia COVID-19, em 2020, a Kodak anunciou que começaria a produção de materiais farmacêuticos.

## Crise
Por se tratar da líder mundial no setor de fotografia, a empresa confiou demais no seu potencial e acreditou que nunca entraria em uma crise, desconsiderando o risco da expansão da concorrência no mercado. Desta forma, não foi reativa a ascensão de grandes corporações japonesas, incluindo a Canon, Sony e Fuji, as quais posteriormente ultrapassaram a Kodak em relação à abrangência no setor.
Embora a Kodak tenha sido a criadora da primeira câmera fotográfica digital, em 1975, a empresa preferiu continuar a apostar no mercado de fotografia analógica. Apenas em 2003 decidiu entrar com mais força no setor digital, contudo, nesse momento as empresas japonesas já dominavam totalmente o mercado.
Essa demora para ingressar no setor digital praticamente levou a companhia, outrora bilionária, à falência. Como grande parte das receitas da Kodak era proveniente da fabricação de filmes fotográficos, a expansão das câmeras digitais, que ela mesmo havia inventado em 1975, causou súbita redução na demanda por tais filmes, afetando significativamente a economia da empresa.
Posteriormente, um processo equivalente a uma recuperação judicial foi empreendido, permitindo a continuidade de partes dos negócios da companhia.